# Quad City Steamwheelers
Die Quad City Steamwheelers waren ein Arena-Football-Team aus Moline, Illinois, das in der af2 gespielt hat. Ihre Heimspiele trugen die Steamwheelers in iWireless Center aus.

## Geschichte
Die Steamwheelers wurden 1999 von Jim Foster gegründet und nahmen zur Saison 2000 in der af2 teil.
Gleich in ihrer ersten Saison 2000 konnte sie den Titel, den ArenaCup, gegen die Tennessee Valley gewinnen. Auch 2001 verteidigten sie den Titel, diesmal gegen die Richmond Speed. In diesem Zeitraum konnten die Steamwheelers 24 Siege am Stück holen. Das ist damit die längste Siegesserie in der Geschichte der af2.
In der Saison 2002 erreichte Quad City erneut die Playoffs, wurden aber disqualifiziert, da das Management gegen die Auflage des Salary Cap verstieß.
Bis auf die Jahre 2006 und 2009 konnte man in jeder Spielzeit in die Playoffs einziehen. Das Arena Cup Finale wurde aber nie mehr erreicht.
Als sich die af2 nach der Saison 2009 auflöste, lösten sich auch die Quad City Steamwheelers auf. Zwar zogen es die Steamwheelers in Betracht, an der erst 2008 neu gegründeten Indoor Football League (IFL) teilzunehmen, die Pläne wurden aber nie in die Tat umgesetzt. Auch die Aufnahme an der Arena Football League (AFL) zur Saison 2010 stand im Raum.

## Stadion
Die Wheelers spielten in ihrer kompletten Franchisegeschichte im 9.200 Zuschauer fassenden iWireless Center.